# Вальдемар Ліунгманн
Карл Гудмунд Вальдемар Ліунгман, народився 27 січня 1883 року в Стокгольмі, помер 31 жовтня 1978 року в Дандеріді, був шведським фольклористом. Він був дядьком Севе Люнгмана.

## Життєпис
Люнгман народився й виріс у сім'ї священника, а після закінчення навчання в 1901 році робив військову кар'єру, яку закінчив у званні капітана резервної армії в 1919 році. Після трьох років роботи в Hasselblad & Co в Гетеборзі він вступив до Лундського університету, де навчався під керівництвом Карла Вільгельма фон Сюдова та здобув ступінь бакалавра мистецтв у 1922 році. Далі навчався в Гетеборзькому університеті, де захистив докторську дисертацію в 1925 році.
Люнгман був ад'юнкт-професором скандинавських і порівняльних досліджень народної пам'яті в Гетеборзькому університеті з 1925 по 1931 роки та доцентом з досліджень народної поезії в Стокгольмському університеті з 1943 по 1954 роки. Він також був запрошеним професором в університеті Грайфсвальда в 1938—1939 роках.
На додаток до довгої серії трактатів про народну поезію та звичаї, Люнгман опублікував цінні коментовані збірки текстів Sveriges sjølsed folksagor (Томи 1—2, 1949—1950) і Sveriges sägner (Томи 1—7, 1957—1969).
Люнгман був дуже продуктивним у своїх дослідженнях. Він перш за все шукав ширших контекстів і формування загальної картини дуже різноманітного матеріалу. Порівняно з його попередниками, його дослідження мали силу бажання дотримуватися історичного перебігу подій.